# Antoni Korniak
Antoni Feliks Korniak (ur. 10 maja 1931 we Lwowie, zm. 16 maja 2012 w Szczecinie) – polski lekarz-dermatolog, wenerolog i specjalista w dziedzinie medycyny społecznej, organizator służby zdrowia w Szczecinie, wieloletni dyrektor Samodzielnego Publicznego Wojewódzkiego Szpitala Zespolonego, założyciel i wieloletni prezes jednej z pierwszych w Polsce Fundacji Zdrowia.

## Życiorys
Urodził się w roku 1931 we Lwowie, leżącym wówczas w granicach II Rzeczypospolitej. Po zakończeniu II wojny światowej znalazł się w Szczecinie, przekazanym Polsce jako część rekompensaty za utracone Kresy Wschodnie, zgodnie z postanowieniami konferencji jałtańskiej i poczdamskiej.
Podjął studia lekarskie w Pomorskiej Akademii Medycznej (PAM), utworzonej w Szczecinie w roku 1948 jako Akademia Lekarska. Od roku 1956 odbywał staż lekarski w Wojewódzkim Szpitalu Zakaźnym („szpitalu na Arkońskiej”). W roku 1957 uzyskał dyplom ukończenia studiów i rozpoczął pracę na oddziale dermatologicznym tego szpitala. Ze szpitalem pozostał związany do końca swojej kariery zawodowej. W roku 1962 uzyskał specjalizację w zakresie dermatologii i wenerologii; w tym samym roku otrzymał stanowisko zastępcy dyrektora szpitala ds. lecznictwa. Skupił się na zagadnieniach medycyny społecznej (ang. social medicine) i organizacji ochrony zdrowia (zob. szpitale w Szczecinie). W roku 1957 został dyrektorem szpitala. To stanowisko zajmował do chwili przejścia na emeryturę (31 grudnia 1998).
Jako emeryt często odwiedzał „szpital na Arkońskiej”, gdzie był traktowany przez załogę placówki jako autorytet; działał w założonej przy Szpitalu Fundacji Zdrowia.
Zmarł w Szczecinie 16 maja 2012 roku. Został pochowany na cmentarzu Centralnym (kwatera 54).

### Rozwój szpitala przy ul. Arkońskiej
Dr Antoni Korniak, po zajęciu w roku 1962 stanowiska dyrektora „szpitala na Arkońskiej” (początkowo Szpitala Zakaźnego), aktywnie kontynuował pracę pięciu powojennych poprzedników (dr dr Perzyński, Elżbieta Buk, Roman Rattinger, Józef Markowicz, Marian Habela).
W okresie pełnienia funkcji dyrektora Antoni Korniak doprowadził do przekształcenia Wojewódzkiego Szpitala Zakaźnego w wielospecjalistyczny Wojewódzki Szpital Zespolony, w tym do wyposażenia jednostek tej placówki m.in. w specjalistyczny sprzęt diagnostyczny (np. tomografia komputerowa, ultrasonografia, endoskopia, angiografia subtrakcyjna) i reanimacyjny; w Szpitalu utworzono nowoczesny ośrodek nefrologiczny z dwudziestoma sztucznymi nerkami.
Uruchamiano liczne nowe Oddziały; pierwszymi były Oddziały Laryngologii i Reumatologii. W roku 1969 otwarto pierwszy w regionie Oddział Anestezjologii i Intensywnej Terapii, a następnie Oddział Neurologii. W latach 1971 i 1972 zostały utworzone Oddziały Wewnętrzne – o profilu kardiologicznym i o profilu nefrologicznym.
Sukcesem było doprowadzenie w roku 1973 pierwszego w regionie Oddziału Dializ. W roku 1983 zespół pod kierunkiem dr Marka Umińskiego dokonał „na Arkońskiej” pierwszego przeszczepienia nerki. Szpital stał się wkrótce czołowym w skali kraju ośrodkiem transplantacji nerek.

### Fundacja Zdrowia
W roku 1989 Antoni Korniak zorganizował, przy SPWS, jedną z pierwszych w Polsce Fundacji Zdrowia, a następnie był wieloletnim prezesem jej Zarządu.
W czasie wywiadu, udzielonego z okazji 18. rocznicy utworzenia Fundacji, Antoni Korniak przyznał, że ideę fundacji „podejrzał” przebywając w USA. Po powrocie namówił zespół szpitala (lekarzy i pielęgniarki) do wyłożenie funduszu założycielskiego, po czym rozpoczęto pozyskiwanie środków na wyposażenie szpitala. A. Korniak mówił m.in.:

Mając część środków łatwiej było namówić ministra, wojewodę lub marszałka do rozwiązania pilnego problemu. Nie sposób podać pełnej listy dokonanych zakupów…

Cieszył się z najnowszego sukcesu – możliwości wyposażenia szpitala w neuronawigację – urządzenie stosowane podczas skomplikowanych operacji neurochirurgicznych:

Urząd Marszałkowski wyasygnował na ten cel 860 tysięcy złotych, ale pozostałą część musimy „znaleźć” sami poprzez hojność przyjaciół Fundacji Służby Zdrowia.

## Odznaczenia
Za działalność na niwie zawodowej i społecznej Antoni Korniak został odznaczony:
- Krzyż Kawalerski Orderu Odrodzenia Polski,
- Krzyż Komandorski Orderu Odrodzenia Polski,
- Krzyż Komandorski z Gwiazdą Orderu Odrodzenia Polski.

## Wyróżnienia
Otrzymał również wiele innych wyróżnień, m.in. tytuły:
- „Zasłużony Lekarz PRL”,
- „Szczecinianin Roku 1986”,
- „Lider Roku 1992”,

W roku 1999 zajął dziesiątą pozycję na liście „Szczecinianie Stulecia”, stworzonej na podstawie wyników plebiscytu Gazety Wyborczej (wyd. szczecińskie), Polskiego Radia Szczecin i TVP Szczecin, uzyskując 1726 głosów.